# Nilobezzia inermipes
Nilobezzia inermipes är en tvåvingeart som först beskrevs av Jean-Jacques Kieffer 1916.  Nilobezzia inermipes ingår i släktet Nilobezzia och familjen svidknott.
Artens utbredningsområde är Taiwan. Inga underarter finns listade i Catalogue of Life.